# Monastero di San Clemente (Prato)
Il monastero di San Clemente di Prato sorge in via San Vincenzo.

## Storia e descrizione
Il monastero di clausura sorse nel 1515 per un atto coraggioso di tredici suore benedettine di San Michele, che vollero vivere seguendo la riforma del Savonarola; Baldo Magini donò loro il primo nucleo del monastero (accolto nell'ordine domenicano dal 1520), che fu trasformato nel 1785 in Conservatorio per l'educazione delle ragazze. Soppresso nel 1808 sotto la dominazione napoleonica, nel 1812 il Conservatorio fu trasferito in San Niccolò. Nel 1866, a causa della soppressione degli ordini religiosi da parte dello Stato l'edificio passò di proprietà al Comune di Prato. Fu tuttavia riacquistato alla fine dell'Ottocento dalle suore benedettine che tuttora vi abitano.
La chiesa pubblica, di struttura cinquecentesca, ha altari seicenteschi: il maggiore ospita una Sacra conversazione (1535 circa) di Fra' Paolino, i laterali un San Clemente del 1520 circa e una settecentesca Madonna del Rosario, copia da una pala romana di Giovan Francesco Romanelli. Il coro monastico, ricostruito dopo il grave crollo del 1583, è una vasta sala con volta unghiata, alti stalli in noce (Giovan Battista Ronchini, 1589) e vari dipinti del XVI-XVII secolo, fra i quali una vivace tela di Alessandro Rosi (San Michele e San Benedetto, 1665 circa) e un'Annunciazione, vicina al Vignali. Altri ambienti furono ridecorati nel Settecento (la Stanza della Badessa ha raffinate grottesche di Luigi Catani).
La contigua Società Corale Guido Monaco, fondata nel 1878, occupa parte dell'ex monastero insieme ad un asilo comunale; il teatrino è ricavato nel refettorio, e conserva su una testata un vasto affresco di Alessio Gimignani, con le Nozze di Cana (1598).
La visita al monastero di clausura è consentita solo per certi ambienti e in rari casi.

## Altre immagini

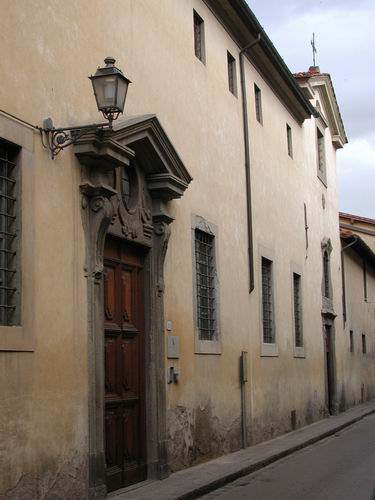
Portale
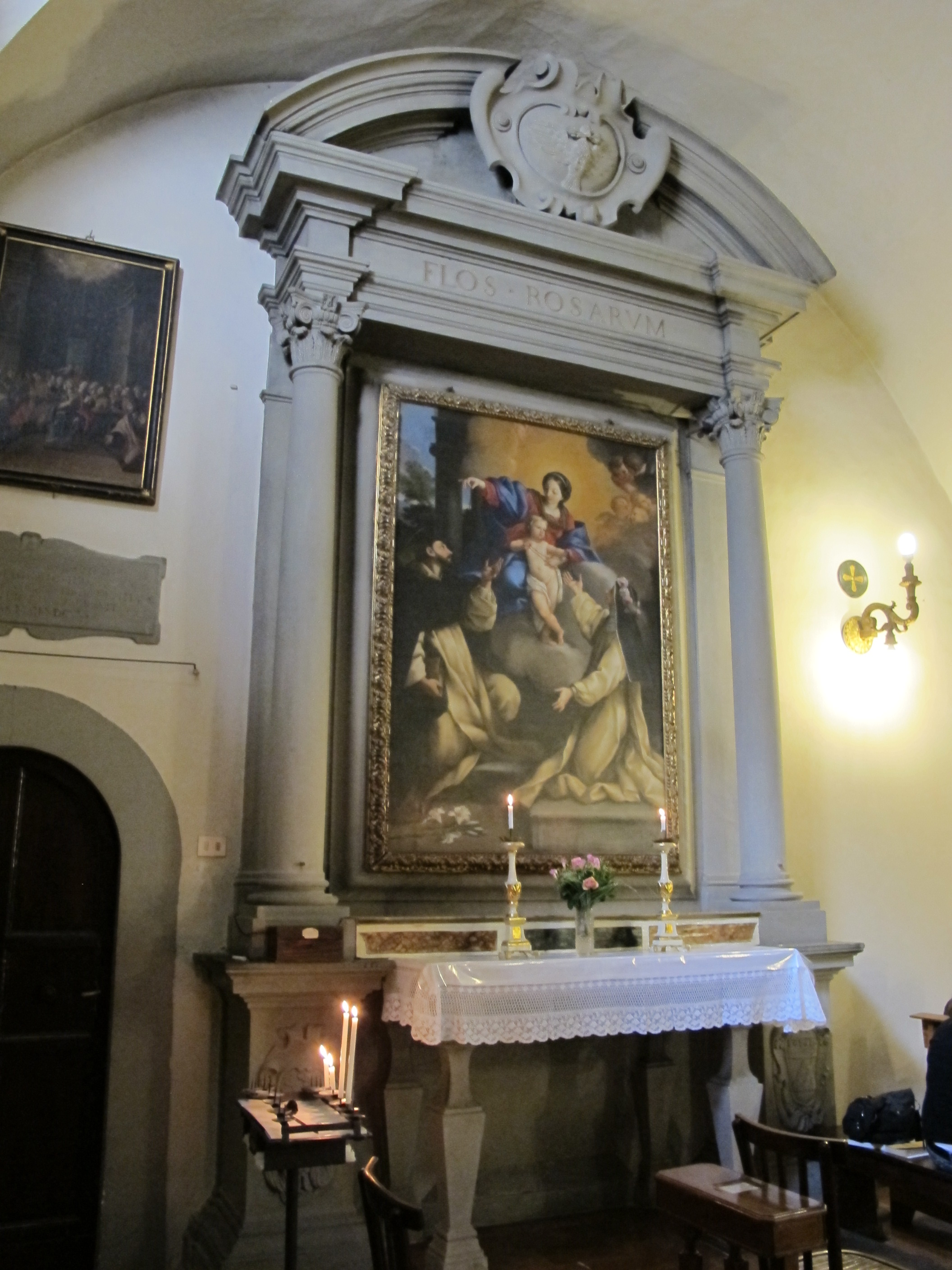
Altare laterale
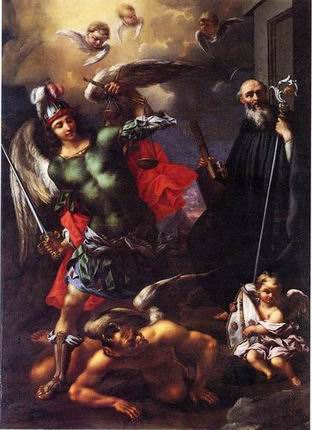
Alessandro Rosi, San Michele e San Benedetto
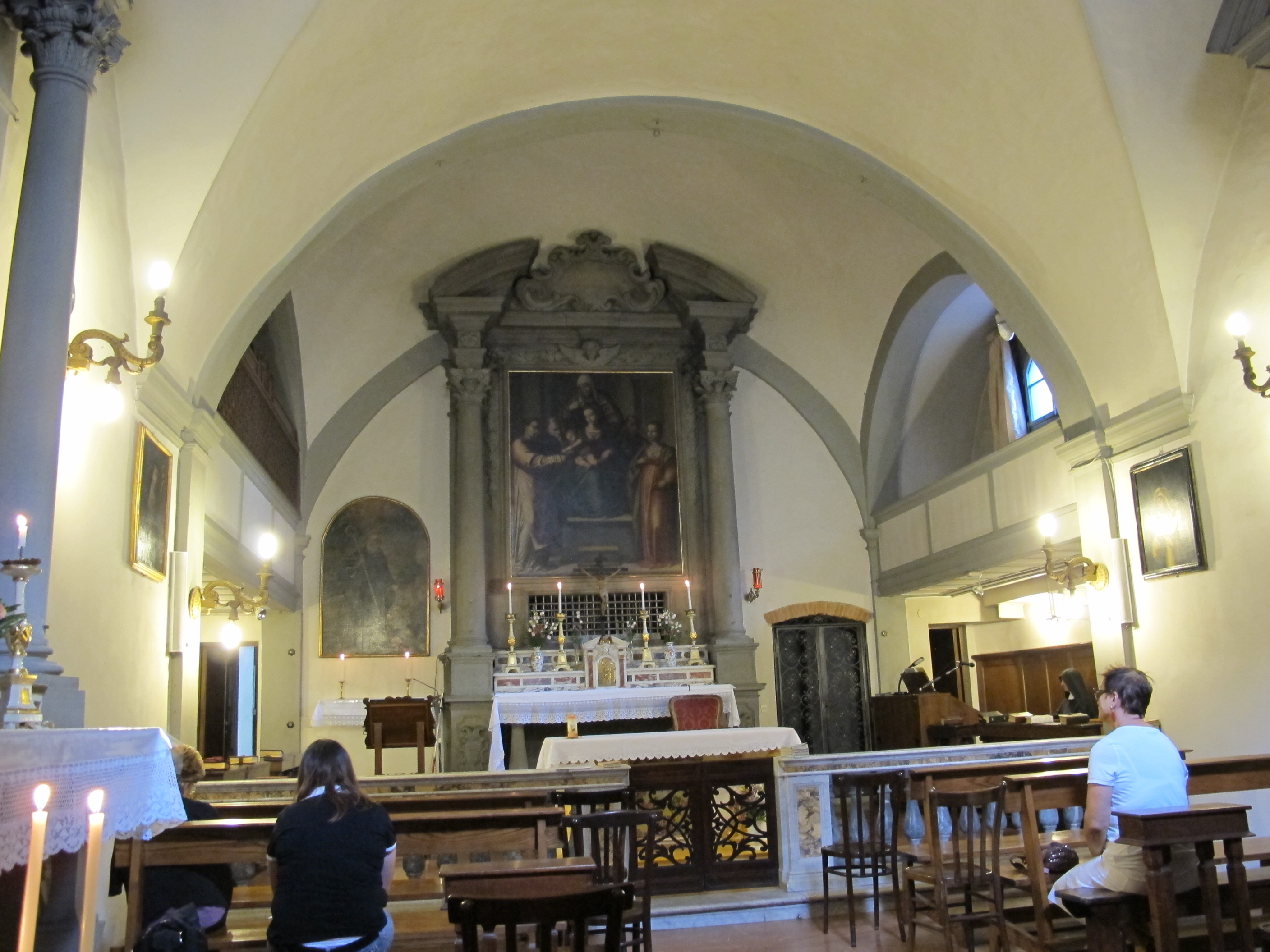
Interno
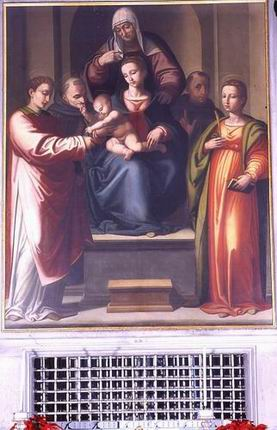
Fra Paolino, Sacra conversazione